# Comuna Riciîțea, Ratne
Riciîțea (în ucraineană Річиця) este o comună în raionul Ratne, regiunea Volînia, Ucraina, formată din satele Melnîkî-Riciîțki, Piskî-Riciîțki și Riciîțea (reședința).

## Demografie
Componența lingvistică a satului Riciîțea
     Ucraineană (99,13%)
     Alte limbi (0,84%)
Conform recensământului din 2001, majoritatea populației satului Riciîțea era vorbitoare de ucraineană (99,13%), existând în minoritate și vorbitori de alte limbi.